# Роуз МакАйвер
Роуз Макайвер (англ. Rose McIver; 10 жовтня 1988, Окленд, Нова Зеландія) — новозеландська актриса театру та кіно.

## Біографія
Роуз МакАйвер народилася 10 жовтня 1988 року у Окленді, Нова Зеландія. Її батько Мак працює фотографом, а мати Енні — художниця. У неї є старший брат якого звуть Пол МакАйвер. В дитинстві Роуз займалася балетом і джаз-танцями. У 2006 році закінчила коледж «Avondale College».
Вже з двох років Роуз почала з'являтися в рекламних роликах, а в три роки отримала роль ангела у фільмі «Фортепіано». Вона в основному знімалася в Новій Зеландії. Для каналу Disney вона зіграла у двох фільмах «Рецепт перемоги Едді» і «Джонні Капагала: Знову на дошці». З березня по грудень 2009 року, вона зіграла у 32 епізодах серіалу «Могутні Рейнджери R. P. M.». 11 грудня 2009 року на екрани вийшов фільм «Милі кості», яка стала дебютною роботою Роуз.

## Фільмографія

### Фільми
| Рік  | Українська назва                              | Оригінальна назва                    | Роль                          |
| ---- | --------------------------------------------- | ------------------------------------ | ----------------------------- |
| 1993 | Фортепіано                                    | The Piano                            | Ангел                         |
| 1997 | Оголені по пояс жінки говорять про своє життя | Topless Women Talk About Their Lives | Саллі                         |
| 1998 | Політ                                         | Flying                               | Джозі                         |
| 2001 | Оззі                                          | Ozzie                                | Кейтлін                       |
| 2002 | Іграшкова любов                               | Toy Love                             | Люсі                          |
| 2007 | Дамські панталони                             | Knickers                             | Емілі                         |
| 2008 | Такий свіжий і такий гострий                  | So Fresh & So Keen                   | Селлі Пост                    |
| 2009 | Милі кості                                    | The Lovely Bones                     | Ліндсі Сельмон                |
| 2010 | Скрутне становище                             | Predicament                          | Мейбл Цімерманн               |
| 2010 | Небезпечна поїздка                            | Dangerous Ride                       | Рене                          |
| 2012 | Звана вечеря                                  | The Dinner Party                     | Гізер «Роуз»                  |
| 2013 | Сліпучий                                      | Blinder                              | Семмі Волтон                  |
| 2013 | Яскрава зірка                                 | Brightest Star                       | Шарлотта Кейтс                |
| 2014 | Попереджувальні знаки                         | Warning Labels                       | Джессі                        |
| 2014 | Боягуз                                        | Coward                               | Офелія                        |
| 2014 | Відповіді                                     | The Answers                          | Пейдж                         |
| 2015 |                                               | Mattresside                          | Сью                           |
| 2017 | Різдвяний принц                               | A Christmas Prince                   | Ембер Ів Мур / Марта Андерсон |

### Телесеріали
| Рік       | Українська назва                  | Оригінальна назва                            | Роль               |
| --------- | --------------------------------- | -------------------------------------------- | ------------------ |
| 1993      | Шортланд-стріт                    | Shortland Street                             | Голлі              |
| 1994      | Геракл і амазонки                 | Hercules and the Amazon Women                | Гідра              |
| 1994      | Геракл у підземному царстві       | Hercules in the Underworld                   | Ілея               |
| 1994      | Геракл у печері Мінотавра         | Hercules in the Maze of the Minotaur         | Ілея               |
| 1995      | Геркулес: Легендарні подорожі     | Hercules: The Legendary Journeys             | Ілея               |
| 1995      | На коні                           | Riding High                                  | Біллі              |
| 1996      | Міське життя                      | City Life                                    | Софі               |
| 1997      | Геркулес: Легендарні подорожі     | Hercules: The Legendary Journeys             | Ілея               |
| 1999      | Ксена: принцеса-воїн              | Xena: Warrior Princess                       | Дафна / Ксена      |
| 2002      | Убивство в Гринвічі               | Murder in Greenwich                          | Шейла МакГвір      |
| 2002      | Пік милосердя                     | Mercy Peak                                   | Гвінет Кауч        |
| 2003      |                                   | P.E.T. Detectives                            | Женев'єва          |
| 2003      | Рецепт перемоги Едді              | Eddie's Million Dollar Cook-Off              | Ганна              |
| 2004      | Перший рейд                       | Maiden Voyage                                | Дженні             |
| 2006      | Екстраординарні надзвичайні друзі | The Amazing Extraordinary Friends            | Емілі Рашмор       |
| 2006      | Пригоди Меддіганів                | Maddigan's Quest                             | Гарленд            |
| 2007      |                                   | Rude Awakenings                              | Констансія Шорт    |
| 2007      | Джонні Капагала: Знову на дошці   | Johnny Kapahala: Back on Board               | Валерія            |
| 2009      | Легенда про Шукача                | Legend of the Seeker                         | Еліс               |
| 2009      | Могутні Рейнджери R. P. M.        | Power Rangers RPM                            | Саммер Ленсдоун    |
| 2011      | Танджівай                         | Tangiwai                                     | Нерісса Лав        |
| 2011      | Супермісто                        | Super City                                   | Кендіс             |
| 2012      | CSI: Місце злочину                | CSI: Crime Scene Investigation               | Бріджет Байрон     |
| 2012      |                                   | Cassandra French's Finishing School for Boys | Кассандра Френч    |
| 2013-2014 | Майстри сексу                     | Masters of Sex                               | Вівіан Скаллі      |
| 2013-     | Якось у казці                     | Once Upon a Time                             | Тінкер Белл        |
| 2014      | Пелюстки на вітрі                 | Petals on the Wind                           | Кеті Доландженджер |
| 2014      | Зіграй це ще раз, Дік             | Play It Again, Dick                          |                    |
| 2015-2019 | Я — зомбі                         | iZombie                                      | Олівія «Лів» Мур   |